# Demirhanlı, Edirne
Demirhanlı là một xã thuộc thành phố Edirne, tỉnh Edirne, Thổ Nhĩ Kỳ. Dân số thời điểm năm 2011 là 473 người.